# Grotte del Caglieron
Le grotte del Caglieron si trovano nel comune di Fregona, provincia di Treviso, precisamente in località Breda. 
Si tratta di una serie di cavità create in parte da attività di erosione naturale e in parte dall'azione umana.

## Erosione naturale
L'erosione naturale consiste in una profonda forra incisa dal torrente Caglieron su strati alternati di conglomerato calcareo, arenario e di marne del Miocene Serravalliano. Si possono ammirare numerose cascate, alte circa una decina di metri, con alla base delle grandi marmitte. Nella parte più profonda della forra si notano grandi concentrazioni calcaree che, chiudendo parte della volta, danno all'insieme l'aspetto di una grotta.

## Interventi dell'uomo
Gli interventi artificiali sono motivati dall'estrazione dell'arenaria, denominata nel dialetto locale 'piera dolza' (pietra tenera). L'attività estrattiva, risalente al XVI secolo, forniva il materiale per la costruzione di stipiti e architravi, che si possono ritrovare in alcune abitazioni della vicina Vittorio Veneto e dintorni. Il particolare metodo di estrazione prevedeva la realizzazione di colonne inclinate a sostegno della volta che altrimenti sarebbe crollata. Ne è derivato così un insieme di suggestive cavità artificiali, sul cui fondo scorre il torrente, che sono visitabili grazie alla realizzazione di un apposito percorso attrezzato.

## Galleria d'immagini

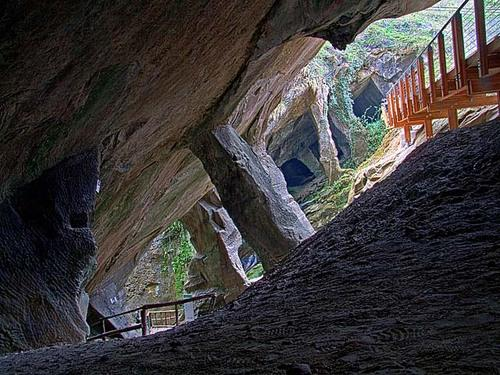
Grotte del Caglieron
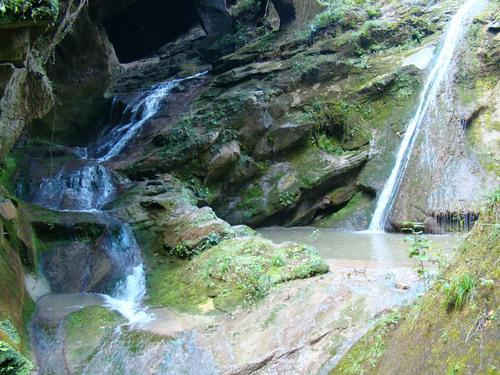
Grotte del Caglieron
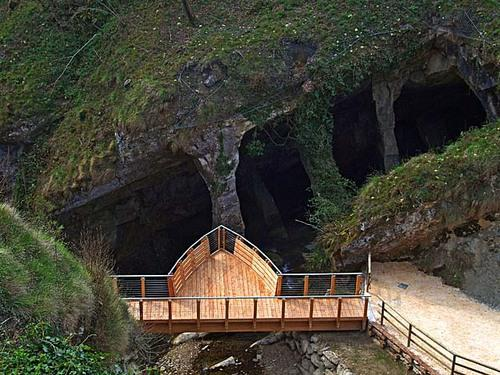
Grotte del Caglieron
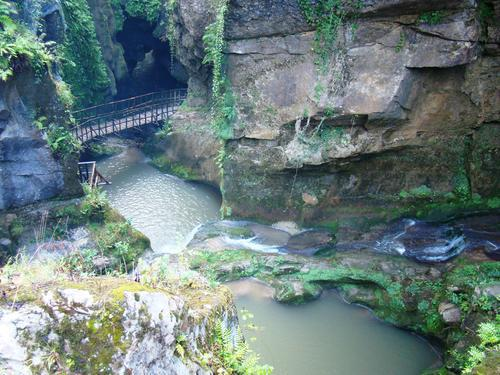
Grotte del Caglieron
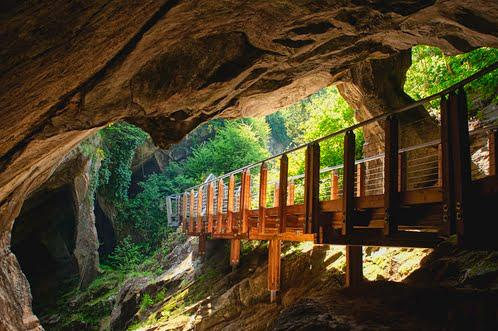
Grotte del Caglieron
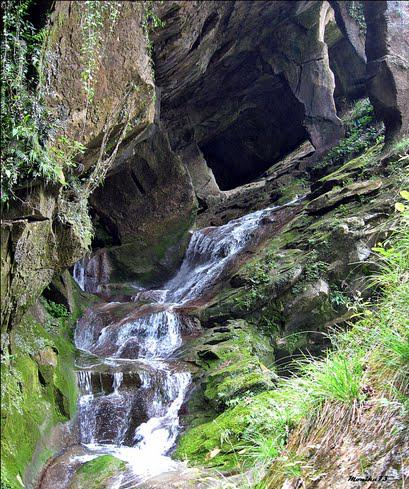
Grotte del Caglieron